# Javier Taboada
Javier Taboada (nascido em 6 de janeiro de 1935) é um ex-ciclista olímpico mexicano. Representou sua nação nos Jogos Olímpicos de Verão de 1960, na prova de perseguição por equipes.